# 野田口相玉
野田口 相玉（のだぐち さんおく）は、大韓民国の元ハンドボール選手、指導者。現在は日本人と結婚しており、旧姓は李 相玉（イ・サンオク）。
1981年、同じく韓国からの李京姫とともに大崎電気（大崎電気工業）に入団。その後は、同チームでプレーし通算246得点の活躍を収めた。また、韓国代表にも選ばれていた。引退後は大崎電気（女子）で監督を務めた。